# Palazzo Sora

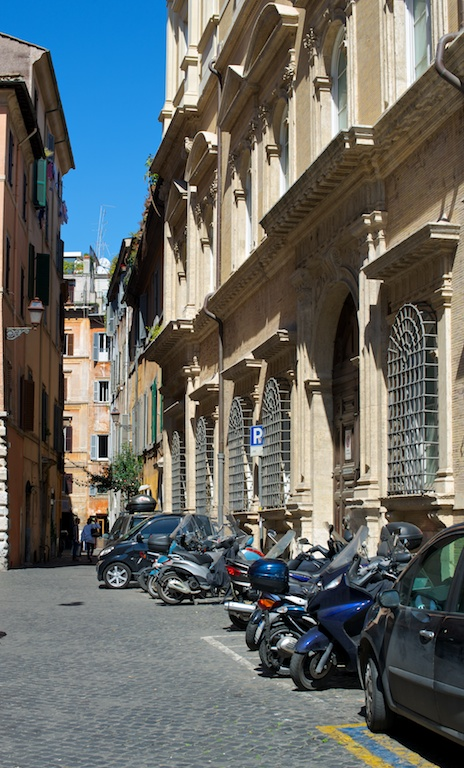
Fachada original do palácio na Via Sora

Palazzo Sora, oficialmente conhecido como Palazzo Fieschi Sora, é um palácio renascentista localizado na altura do número 217 do Corso Vittorio Emanuele II, no rione Parione de Roma, ocupando todo o quarteirão entre a Via Sora e o Vicolo Savelli.

## História

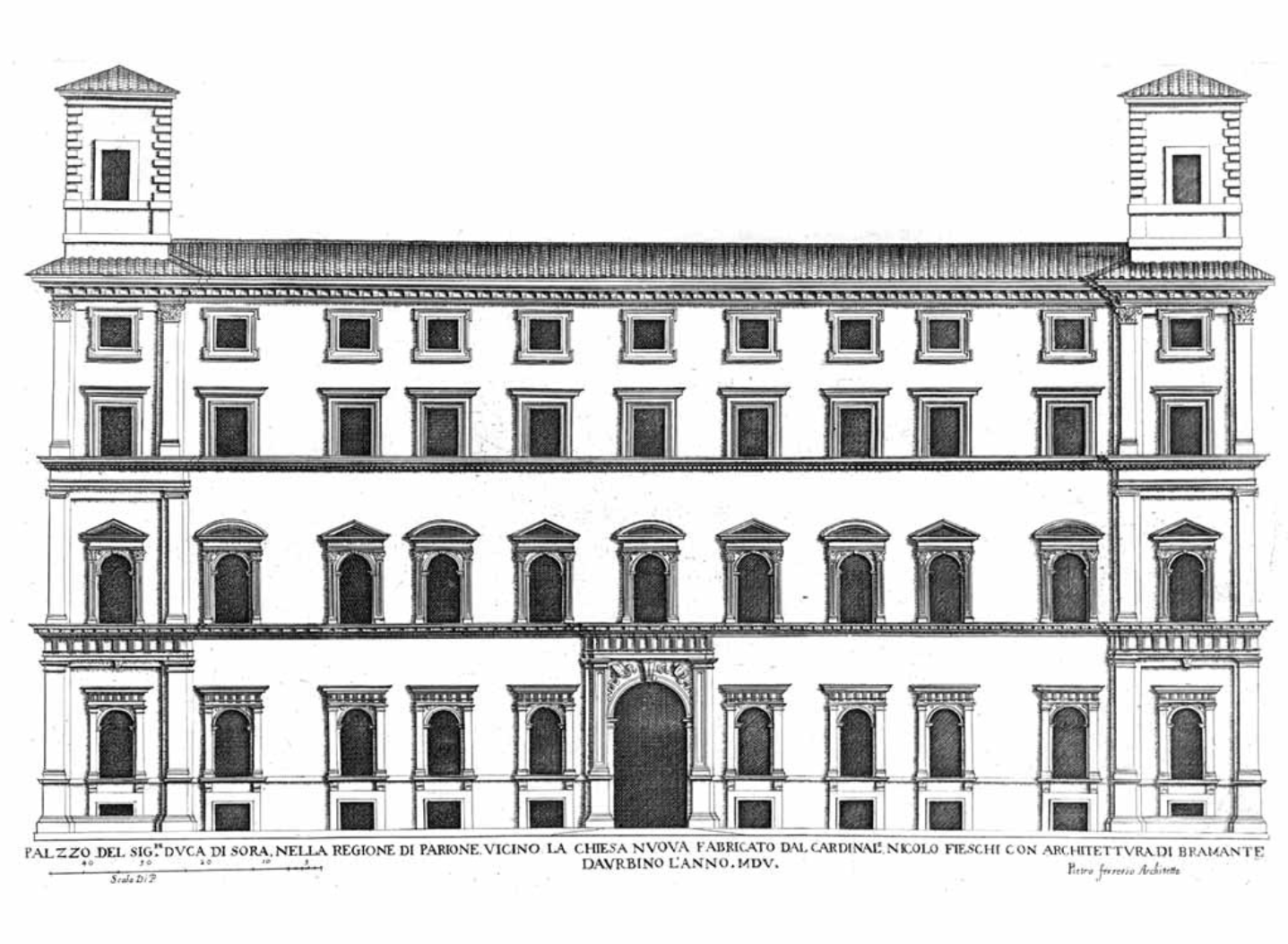
Gravura de Giovanni Battista Falda (1655), mostrando a fachada original demolida para a construção do Corso Vittorio Emanuele II.

O Palazzo Sora foi construído no século XV para Urbano Fieschi, conde de Lavagna, num local onde antes ficavam algumas residências e uma torre pertencente aos irmãos Niccolò e Antonio Savelli. Segundo Giuseppe Vasi, o autor da obra teria sido Donato Bramante, mas esta atribuição é atualmente considerada incorreta.
O edifício foi depois ampliado no início do século seguinte pelo irmão de Urbano, o cardeal Nicola Fieschi. Em 1547, o edifício foi adquirido pelos Savelli e, em 1579, vendido novamente ao papa Gregório XIII, que o presenteou ao seu filho, Giacomo Boncompagni, duque de Sora, que ali viveu a partir de 1585. A partir de então o palácio passou a ser chamado "Sora" e tornou-se, por quase dois séculos, o centro de uma intensa atividade intelectual: nos salões do duque Giacomo, em cuja homenagem Cristoforo Castelletti compôs uma comédia, "Le stravaganze d'amore", foi fundada a Accademia dei Quiriti por Gian Vincenzo Gravina em 1711. Ainda no século XVIII veio a decadência: o edifício passou para o Estado Pontifício e, em 1830, foi transformado em caserna. Em 1845 a estrutura ameaçava desabar e passou por uma reforma radical, durante a qual foram descobertos dois pisos romanos em mosaico, hoje no Museu Lateranense. O palácio original tinha três pisos e era flanqueado por dois torres, como revelado pelo mapa de Tempesta. Contudo, a reforma foi inútil, pois com as obras para a abertura do Corso Vittorio Emanuele II (1888) foi necessário diminuir em um terço o edifício, que acabou sendo demolido e reconstruído com uma nova fachada de frente para a nova via. Se salvaram o portal, parte do pátio interno e a fachada na Via Sora. Transformado em propriedade da Comuna de Roma em 1892, o palácio abrigou o Liceo Terenzio Mamiani. Em 1923, o Liceo se mudou para uma nova sede, na Viale delle Milizie, e o edifício foi ocupado pelo Istituto Tecnico Commerciale Vincenzo Gioberti.

## Descrição
A fachada com características . No piso térreo se abre um portal arqueado flanqueado por pilastras e por dez janelas arqueadas com cornijas e grades com pequenas janelas abaixo. O primeiro piso tem onze janelas flanqueadas por lesenas dóricas separando as janelas com tímpanos curvos e triangulares alternadamente. No segundo piso, as janelas contam apenas com uma moldura simples e uma pequena arquitrave. O ático é composto por mais dois pisos, um com janelas emolduradas e outro com janelas menores.
A fachada na Via Sora preserva parcialmente a aparência original do século XV e tem a mesma aparência que a fachada de frente para o Corso Vittorio Emanuele, mas com oito janelas curvas — a primeira à esquerda transformada em portal — no piso térreo e nove no primeiro piso. O pátio interno tem arcos nos lados mais longos e um arco entre duas aberturas retangulares nos lados mais curtos.